# Nebentätigkeitsverordnung
Nebentätigkeitsverordnungen regeln im Beamtenrecht berufliche Nebentätigkeiten außerhalb des Dienstverhältnisses. Für Bundesbeamte sind sie in der Bundesnebentätigkeitsverordnung (BNV) geregelt bzw. in entsprechenden Verordnungen der Bundesländer für die Beamten der Länder und Gemeinden. Für Lehrer sind zum Teil eigene Verordnungen erlassen worden.
Für Arbeitnehmer des öffentlichen Dienstes gelten die Regelungen, auf die zuvor durch § 11 Bundes-Angestelltentarifvertrag verwiesen wurde, aufgrund § 3 des TVöD seit 1. Oktober 2005 nicht mehr.
In den Nebentätigkeitsverordnungen, die zum Teil deutliche Unterschiede aufweisen, wird regelmäßig unterschieden nach:
- Tätigkeiten, die keine Nebentätigkeiten, aber zum Teil dennoch anzeigepflichtig sind; das sind in der Regel Ehrenämter,
- anzeigepflichtige Nebentätigkeiten (meist wissenschaftliche Verträge, schriftstellerische Tätigkeit, Gutachtenerstellung),
- genehmigungspflichtige Nebentätigkeiten (dies sind alle anderen), wobei zum Teil eine allgemeine Genehmigung als erteilt gilt, soweit es sich um Nebentätigkeiten mit sehr geringfügigen Entgelten, die eher den Charakter eines Aufwendungsersatzes haben, handelt. Zum Teil wird nach Nebentätigkeiten innerhalb und außerhalb des öffentlichen Dienstes unterschieden. Fahrkosten, Übernachtungskosten und der Ersatz anderer nicht pauschalisierter Ausgaben werden üblicherweise nicht als Entgelt (Vergütung) betrachtet.

Soweit eine Nebentätigkeit genehmigungspflichtig ist, darf der Beamte diese erst nach erteilter Genehmigung ausüben. Eine Genehmigung kann verweigert werden, wenn dienstliche Interessen beeinträchtigt werden können.
Definition und Genehmigungsbedürftigkeit von Nebentätigkeiten sind für Bundesbeamte in den §§ 97 ff. BBG geregelt. Der Antrag auf Genehmigung einer Nebentätigkeit ist formgebunden und bedarf der Schriftform. Er muss bereits alle für die Entscheidung der Dienstbehörde wesentlichen Informationen enthalten, insbesondere Angaben über Entgelte oder geldwerte Vorteile. Mit dem Antrag hat der Beamte auch alle erforderlichen Nachweise zu erbringen, die es ermöglichen, Versagungsgründe zu prüfen. Der Antrag sollte folgende Angaben enthalten (vgl. auch Rundschreiben des BMI zur Durchführung des Zweiten Nebentätigkeitsbegrenzungsgesetzes vom 3. September 1997 - D 11 - 210 295/33 a)
- Art der Nebentätigkeit
- Zeitlicher Umfang der Nebentätigkeit
- Auftrag- oder Arbeitgeber
- Aus der Nebentätigkeit zu erwartende Vergütung.

Sofern bestimmte Jahresvergütungen im Rahmen von Nebentätigkeiten überschritten werden, besteht eine Melde- und unter weiteren Voraussetzungen eine Abführungspflicht an den Dienstherrn.